# جيمس بيرن
جيمس بيرن (بالإنجليزية: James Joseph Byrne)‏ هو قسيس أمريكي، ولد في 28 يوليو 1908 في سانت بول في الولايات المتحدة، وتوفي في 2 أغسطس 1996 في دوبوك في الولايات المتحدة.